# 北原雅長

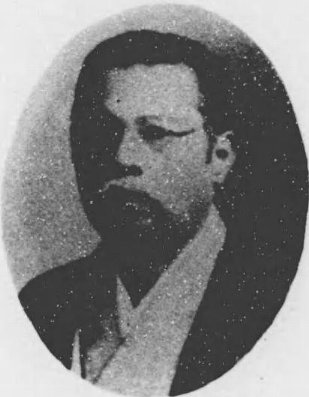
北原雅長

北原 雅長（きたはら まさなが、天保14年12月24日（1844年2月12日） - 大正2年（1913年）7月24日）は、初代長崎市長。 号は清華、歌仏庵。

## 経歴
会津藩家老神保内蔵助の次男として生まれる。通称、半助。兄に神保修理がいる。母方の実家の北原光吉の養子となる。京都守護職となった藩主松平容保とともに京に上り、藩主近くで機密事項を担当しながら、禁門の変にも参加した。慶応4年（1868年）、会津戦争では、母成峠の戦いで大鳥圭介や田中源之進らの隊の参謀役を務めたのち、藩主のもとで籠城戦を指揮し降伏するまで戦った。謹慎地の東京で戦争責任者となった家老萱野権兵衛の切腹に立ち会い、遺骸を芝白金の興禅寺に埋葬する。
1873年（明治6年）に赦され、新設された工部省に入省、秋田県権大属、のちに長崎県少書記官、対馬島島司として長崎に赴任。同じく会津藩出身の日下義雄長崎県令に見出され、1889年（明治22年）の市町村制施行選挙において、水道建設反対派の擁立した候補として立候補した。賛成派の金井俊行を破り当選し、6月8日に初代長崎市長に任命される。任命後は、賛成派の金井や日下が進めてきた水道事業を引き継ぎ、反対ではなく二分した長崎市の融和に努め、1891年（明治24年）には上水道工事を完成させた。1895年（明治28年）6月7日に退任し、1898年（明治31年）8月、東京市下谷区長になる。引退後は静岡県浜松で和歌に親しみ、71歳で病没。辞世の歌は、「人の世を離れてすめる月影に　さそわれて行く西の山の端」。墓所は静岡県浜松市の高松山西来院。
藩主の松平容保が京都守護職の時、朝廷が会津藩をいかに信頼していたかの証しの勅書の存在（孝明天皇から賜った御宸翰）を明らかにした著書「七年史」（1904年4月発刊）を執筆した。しかし、この件で不敬罪となり拘留された。

## 栄典
- 1883年（明治16年）7月16日 - 正七位[2]

## 著書
- 『七年史 - 続日本史籍協会叢書』